# ФК Батин (Батин)
ФК Батин е български футболен отбор от село Батин, Русенско. Създаден е през 1974 г. Негов ръководител станал Неджет Ефраимов, а членове - Кънчо Денев, Гецо Илиев, Андрей Генчев и Гецо Минков. Футболното игрище или батинският стадион бил направен в края на 60-те - началото на 70-те години на XX век. Съблекалнята към него съградили през 1976 г. Капитани на отбора през годините са били Игнат Игнатов и Тодор Г. Тодоров. Други много известни състезатели са Васил Ангелов, Георги Т. Петров, Кънчо Кънчев, Гецо Балкански, Андрей Андреев, Руско Илинков, Цонко Иванов, Петър Алексиев, Светослав Георгиев, Игнат Андреев, Цветан Митев, Атанас Атанасов, Златко Атанасов, Велико Вълев, Петър Петров, Милко Илиев, вратаря Гецо Гецов, Салим Неждов, Бахри Етямов Исмаил Етямов. В този състав батинският футболен отбор през целия период на своето съществуване се състезавал в „Б“ ОФГ-Търговище, като един сезон са били на второ място и са печелили две първи места по спортсменство. Този отбор просъществувал до 1989 г., когато се обединил с този на с. Горно Абланово, а от 1994 г. и двете села приключили с футбола.